# 仙台市立高森東小学校
仙台市立高森東小学校（せんだいしりつ たかもりひがししょうがっこう）は、宮城県仙台市泉区高森七丁目にある公立小学校である。

## 概要
泉パークタウンの高森地区の人口増に伴い、高森地区東部に高森東小学校が開校した。

## 沿革
- 1991年（平成3年）4月1日 - 仙台市立高森小学校より分離開校[1]

## 学区
- 北高森、高森5丁目 - 8丁目[2]

## 卒業後
- 高森中学校へ進学する。